# 倉貫まりこ
倉貫 まりこ（くらぬき まりこ、1988年4月7日 - ）は、日本の元グラビアアイドル、元女優。血液型はO型。兄は俳優の倉貫匡弘。

## 来歴・人物
- 趣味は、歌、作詞、スポーツ全般、バレーボール。
- 特技は、逆立ち[1]、縄跳び、ヒップホップ。2013年10月1日、男児を出産

## 主な出演作品

### 映画
- 「かまち」（2003年） - 中学生 役
- 「オモヒノタマ〜念珠〜（8話：猫の手）」（2004年5月） - 友美 役
- 「まいっちんぐマチコ先生 THE MOVIE 〜OH!コスプレ大作戦〜」（2004年10月） - ヒロミ 役
- 「渋谷怪談 サッちゃんの都市伝説・あこがれの人」（2004年10月） - 悦子 役
- 「萌えよ!ドラゴンガールズ」（2005年2月） - 悦子 役
- 「美少女探偵団R.Y.U.Mission2」（2005年）
- 「DIVIDE/ディバイド」（2006年5月、監督：辻岡正人） - 主演・紗希 役

ゆうばり国際ファンタスティック映画祭2006正式出品
イーボー映画祭2006正式出品
ハンブルク映画祭2006招待作品
トロントリールハート国際映画祭2006正式出品（銅賞受賞）
ポートベロー国際映画祭2006正式出品
ブラジル世界映画祭2006正式出品
ボルダーアジアン映画祭2006正式出品

### ドラマ
- 「MISAKI」（テレビ東京系、2003年10月） - 長野リカ 役
- 「スカイハイ2」（テレビ朝日系、2004年3月） - ビーズの少女 役

### バラエティ
- 「グラビアの美少女」（MONDO21、2002年6月）
- 「倉貫まりこの中学生日記」（BOMB.TV、2002年6月）
- 「侵略放送パンドレッタ」レギュラー（MONDO21、2002年11月 - ）
- 「ゲームブレイク」ゲスト（テレビ東京系、2003年2月）
- 「グラビアの美少女」準レギュラー（MONDO21、2003年8月）
- 「MONDOEX」レギュラー（MONDO21、2003年8月）
- 「MONDO GIRLS 〜ただいま授業中〜」レギュラー（MONDO21、2003年8月）
- 「水着少女」（テレビ東京系、2004年3月）
- 「しーたく・1メーターのひめごと」ゲスト（テレビ東京系、2005年4月）

### 写真集
- まっすぐに!（2002年10月、ぶんか社、撮影：増田賢一）ISBN 978-4821124862

### DVD・ビデオ
- 「パイナッぷるん」（バップ、2002年12月）
- 「MONDO21 PRESENTS〜グラビアの美少女 倉貫まりこ」（JIC、2003年9月）
- 「マリコレ」（ベガファクトリー、2004年2月）
- 「キューティー・バニー」（ULF、2004年12月）

### 舞台
- PROPAGANDA STAGE「道」（2002年4月、アイピット目白） - 内田珠子 役
- PROPAGANDA STAGE「サマーデイズ」（2002年7月、中野ザ・ポケット） - 川端めぐみ / 木下サチ 役